# Juliomys rimofrons
Juliomys rimofrons é uma espécie de roedor da família Cricetidae. Endêmica do Brasil, onde pode ser encontrada nos estados de Minas Gerais, Rio de Janeiro e São Paulo.